# Ilgūnas
Ilgūnas ist ein litauischer männlicher Familienname, abgeleitet von ilgas (dt. lang).

## Weibliche Formen
- Ilgūnienė (verheiratet)
- Ilgūnaitė (ledig)

## Personen
- Dizmondas Ilgūnas (1916–2008), litauischer Fußballspieler
- Petras Ilgūnas (1918–2016),  Agronom, Ehrenbürger von Šiauliai
- Stanislovas Gediminas Ilgūnas (1936–2010),  Dissident, Historiker und Politiker, Mitglied des Seimas, Ehrenbürger von Jonava